# Ficus calcicola
Ficus calcicola är en mullbärsväxtart som beskrevs av Edred John Henry Corner. Ficus calcicola ingår i släktet fikonsläktet, och familjen mullbärsväxter. Inga underarter finns listade i Catalogue of Life.